# Grabovica (Tomislavgrad)
Grabovica es un pueblo de la municipalidad de Tomislavgrad, en Bosnia y Herzegovina.

## Superficie
Posee una superficie de 10,57 kilómetros cuadrados.

## Demografía
Hasta 2013 la población era de 543 habitantes.